# Long Island Rough Riders
I Long Island Rough Riders sono una società calcistica statunitense fondata nel 1994. Il club è membro della United Soccer Leagues Premier Development League (PDL), il campionato americano di quarta categoria. Per la precisione, i Rough Riders giocano nella Northeast Division della Eastern Conference della PDL, in cui affrontano squadre provenienti da Denville, New Rochelle, New York, Newark and Ocean City.
La squadra gioca le gare interne al Michael Tully Field di New Hyde Park, a New York (saltuariamente utilizza anche lo stadio della St. Anthony's High School).
La società ha anche un team femminile, le Long Island Rough Riders Women, che giocano nella W-League.

## Storia
I Rough Riders disputarono il loro primo campionato nel 1994, iscrivendosi al campionato di USISL.
Nel 1995, il club acquistò alcuni giocatori che negli anni a venire sarebbero divenuti protagonisti della Major League Soccer (MLS), come per esempio il portiere Tony Meola. I Rough Riders conclusero la stagione con 19 vittorie su 20 partite, vincendo il campionato.
Nel 1996, con la nascita della MLS, la squadra di Long Island perse molti giocatori importanti, che vennero ingaggiati dai club del nuovo campionato. Nonostante ciò, i Riders riuscirono ad accedere ai play-off, nei quali vennero però sconfitti dai Richmond Kickers.
Nel 1997, i Rough Riders decisero di salire di categoria, iscrivendosi alla A-League (oggi nota come USL First Division), il campionato di calcio statunitense più importante dopo la MLS. Rimasero in questo campionato fino alla fine del 2001, quando la società prese la decisione di tornare in Seconda Divisione (oggi nota come USL Second Division).
Nelle stagioni 2002 e 2003, i Riders vinsero la regular season, ma riuscirono ad aggiudicarsi il campionato solo nel 2002. Dal 2004 cominciò però un periodo buio per il club, che fino al 2006 mancò la qualificazione ai playoff.
Dopo l'ultima stagione fallimentare, conclusa con appena 3 vittorie in regular season, la società decise di scendere ulteriormente di categoria, iscrivendosi alla USL Premier Development League nel 2007.

## Palmarès

### Competizioni nazionali
- United Soccer Leagues Second Division: 2

1995, 2002

## Rosa 2010
| N. |                        | Ruolo | Calciatore        |
| -- | ---------------------- | ----- | ----------------- |
| 1  | Stati Uniti (bandiera) | P     | Billy Gatti       |
| 2  | Colombia (bandiera)    | D     | Pavelid Castaneda |
| 3  | Stati Uniti (bandiera) | A     | Josue Cruz        |
| 4  | Stati Uniti (bandiera) | D     | John Pardini      |
| 5  | Stati Uniti (bandiera) | C     | Gary Flood        |
| 6  | Stati Uniti (bandiera) | D     | Bill Hole         |
| 7  | Inghilterra (bandiera) | A     | Michael Todd      |
| 8  | Stati Uniti (bandiera) | D     | Frank Costigliola |
| 9  | Stati Uniti (bandiera) | C     | Dominick Sarle    |
| 10 | Stati Uniti (bandiera) | C     | Ben Arikian       |
| 11 | Stati Uniti (bandiera) | C     | Jimmy Nealis      |
| 12 | Stati Uniti (bandiera) | P     | Alexander Naples  |
| 13 | Stati Uniti (bandiera) | C     | Jamal Neptune     |
| 14 | Stati Uniti (bandiera) | C     | Alex Grendi       |
| 15 | Stati Uniti (bandiera) | D     | Rhett Bernstein   |
| 16 | Stati Uniti (bandiera) | C     | Joe Lyons         |
| 17 | Inghilterra (bandiera) | C     | Graeme Roderick   |

| N. |                        | Ruolo | Calciatore         |
| -- | ---------------------- | ----- | ------------------ |
| 18 | Stati Uniti (bandiera) | C     | Mark Secko         |
| 19 | Stati Uniti (bandiera) | D     | Stephan Barea      |
| 20 | Inghilterra (bandiera) | D     | Samuel Craven      |
| 23 | Inghilterra (bandiera) | D     | Luke Magill        |
| 24 | Stati Uniti (bandiera) | D     | Danny Kramer       |
| 25 | Stati Uniti (bandiera) | C     | Bryant Craft       |
| 26 | Stati Uniti (bandiera) | D     | Adam Weinzimer     |
| 29 | Stati Uniti (bandiera) | P     | Mazen Chami        |
|    | Stati Uniti (bandiera) | D     | Shane Arikian      |
|    | Stati Uniti (bandiera) | C     | Anthony Barberio   |
|    | Stati Uniti (bandiera) | P     | Justin Corke       |
|    | Stati Uniti (bandiera) | C     | Menoscar Fernandez |
|    | Stati Uniti (bandiera) | C     | Kevin Garcia       |
|    | Stati Uniti (bandiera) | D     | Laurent Manuel     |
|    | Stati Uniti (bandiera) | C     | Evin Nadaner       |
|    | Inghilterra (bandiera) | C     | Rob Youhill        |

## Rosa 2008
| N. |                              | Ruolo | Calciatore      |
| -- | ---------------------------- | ----- | --------------- |
| 1  | Trinidad e Tobago (bandiera) | P     | Haseley Holder  |
| 2  | Stati Uniti (bandiera)       | D     | Joel Gustafsson |
| 3  | Stati Uniti (bandiera)       | D     | David Reed      |
| 4  | Australia (bandiera)         | D     | Oliver Skelding |
| 5  | Stati Uniti (bandiera)       | C     | Steve Jolley    |
| 6  | Stati Uniti (bandiera)       | D     | Josue Cruz      |
| 7  | Inghilterra (bandiera)       | D     | Chris Cox       |
| 9  | Inghilterra (bandiera)       | A     | Michael Todd    |
| 10 | Brasile (bandiera)           | C     | Tadeu Terra     |
| 11 | Stati Uniti (bandiera)       | D     | Gary Sullivan   |
| 12 | Stati Uniti (bandiera)       | A     | Andrew Herman   |
| 13 | Perù (bandiera)              | C     | Nelson Becerra  |
| 14 | Stati Uniti (bandiera)       | C     | Danny Kramer    |

| N. |                        | Ruolo | Calciatore         |
| -- | ---------------------- | ----- | ------------------ |
| 15 | Colombia (bandiera)    | C     | Pavelid Castaneda  |
| 16 | Stati Uniti (bandiera) | D     | Chris Aloisi       |
| 17 | Stati Uniti (bandiera) | C     | Alex Ivo           |
| 18 | Stati Uniti (bandiera) | D     | Diego Martinez     |
| 19 | Stati Uniti (bandiera) | C     | Anthony Barbiero   |
| 20 | Stati Uniti (bandiera) | A     | Mike Grella        |
| 21 | Stati Uniti (bandiera) | C     | John San Filippo   |
| 22 | Inghilterra (bandiera) | C     | Rob Youhill        |
| 23 | Stati Uniti (bandiera) | C     | Ben Arikian        |
| 24 | Stati Uniti (bandiera) | C     | Semso Nikocevic    |
|    | Stati Uniti (bandiera) | A     | Patrick Fuguereido |
|    | Stati Uniti (bandiera) | C     | Corey Gudmundsson  |
|    | Stati Uniti (bandiera) | P     | Vincent Treglia    |